# Siemens & Halske Sh.III

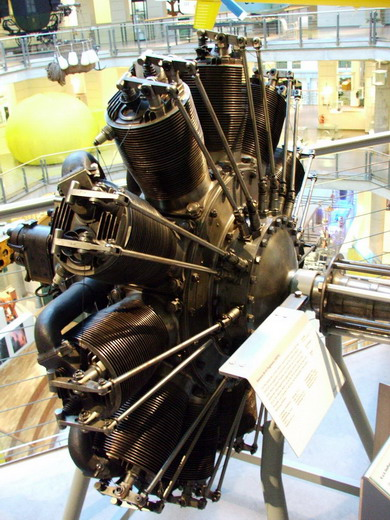
Sh.III im Technischen Museum Wien

Der Sh.III des deutschen Herstellers Siemens & Halske war ein luftgekühlter Umlaufmotor mit 11 Zylindern, der im Ersten Weltkrieg entwickelt wurde.

## Geschichte
Die Entwicklung der Umlaufmotoren bei Siemens & Halske begann 1912 mit dem letztlich erfolglosen Sh.I. Siemens zeigte mit dem Sh.I jedoch, dass ein Gegenläufer als Umlaufmotor praktikabel war. Der Sh.II zeigte sich wiederum erfolglos. So konzentrierte man sich ab Herbst 1916 auf den als Höhenmotor mit Überbemessung und Überverdichtung konzipierten Sh.IIIa, der gegenüber dem Ausgangstyp mehr Hubraum besaß und leistungsstärker war. Der Projektleiter Franz Dinslage verfolgte als Projektziel den Bau eines gegenläufigen Umlaufmotors mit 160 PS bei 900 min−1 Propellerdrehzahl.
Nach einem Vergleichsfliegen im Spätsommer 1917 wurde an die Firmen Siemens und den Lizenznehmer Rhemag ein Fertigungsauftrag von 2500 Stück erteilt. Die Fertigung erfolgte ab Februar 1918. Die Truppenerprobung zeigte Qualitätsprobleme der von Siemens gefertigten Motoren, insbesondere Kolbenschäden bereits nach 8 bis 10 Stunden Laufzeit, sodass die Motoren daraufhin im Mai 1918 von der Front zurückgenommen wurden, während die bei der Rhemag gefertigten Motoren den Ansprüchen besser genügten. Siemens verbesserte den Typ und erreichte schließlich mit dem Sh.IIIa genannten Typ eine Kurzzeitleistung von 200 PS am Boden. Bei Vergleichsflügen gegen Kriegsende zeigte sich der Sh.IIIa gleichwertig mit dem Oberursel UR IIIa und dem Goebel Goe III.

## Konstruktion

Animation

Die Zylinder mit dem Propeller drehten bei diesem Umlaufmotor mit 900 min−1, während sich die Kurbelwelle in entgegengesetzter Richtung mit gleicher Drehzahl drehte, was zu einer effektiven Motordrehzahl (Kurbelwellenumdrehungen gegenüber dem Motorgehäuse) von 1800 min−1 führte. Daraus resultierten ein sehr guter Wirkungsgrad des Propellers und ein für Umlaufmotoren geringer gyroskopischer Effekt.

## Verwendung
- Albatros D.XI
- Albatros (DVL) H.1
- Pfalz D.VIII
- Pfalz D.X
- Roland D.XVI
- Siemens-Schuckert D.II
- Siemens-Schuckert D.III
- Siemens-Schuckert D.IV

## Technische Daten
| Kenngröße    | Daten des Sh.IIIa                                         |
| ------------ | --------------------------------------------------------- |
| Bauart       | 11-Zylinder-Umlaufmotor, zwei Ventile pro Zylinder        |
| Bohrung      | 124 mm                                                    |
| Hub          | 140 mm                                                    |
| Hubraum      | 18,6 l                                                    |
| Leistung     | 240 PS (ca. 180 kW) bei 1800 min−1 (Kurbelwellendrehzahl) |
| Trockenmasse | 198 kg                                                    |